# 1970 у науці
1970 рік у науці

## Події
- 1 січня о 0:00 UTC — розпочався відлік часу Unix time, широко вживаний в комп'ютерних системах.
- 11 квітня — запуск американського космічного корабля «Аполлон-13» з метою висадки людей на поверхню Місяця і проведення наукових досліджень. Мети польоту не було досягнуто через серйозну аварію на кораблі, що сталася на третій день польоту. Втім, завдяки майстерності екіпажу та Центру управління польотом, 17 квітня астронавтам вдалося врятуватися.
- 1 червня — 19 червня — Союз-9 здійснив рекордний за тривалістю автономний політ — 17 діб 16 годин 58 хвилин 55 секунд.
- 12 вересня — запущена радянська автоматична міжпланетна станція Луна-16, яка повернулася на Землю 24 вересня з пробами місячного ґрунту.
- 17 листопада — Дуглас Карл Енгельбарт отримав патент на свій винахід — «Індикатор Х-Y-позиції для системи з дисплеєм», відомий зараз як комп'ютерна миша.
- 17 листопада — радянською міжпланетною станцією «Луна-17» доставлений на поверхню Місяця перший у світі планетохід, який успішно працював на поверхні іншого небесного тіла — «Луноход-1»
- 15 грудня — космічна станція «Венера-7» здійснює першу в історії успішну посадку на Венеру
- Див. також: Навчальні заклади, засновані 1970 року.

## Наукові нагороди 1970 року

### Лауреати Нобелівської премії
- З фізики:
  - Ганнес Альфвен (Швеція) — «За фундаментальні роботи й відкриття в магнітній гідродинаміці й плідні застосування їх у різних областях фізики»,
  - Луї Неель (Франція) — «За фундаментальні праці й відкриття, що стосуються антиферомагнетизму й феромагнетизму, які спричинили важливі застосування в області фізики твердого тіла»;
- З хімії:
  - Луїс Федеріко Лелуар (Аргентина) — «За відкриття першого цукрового нуклеотида і дослідження його функцій в перетворенні цукру і в біосинтезі складних вуглеводів»;
- З фізіології та медицини — «За відкриття, що стосуються гуморальних передавачів у нервових закінченнях і механізмів їх зберігання, виділення й інактивації»:
  - Джуліус Аксельрод (США),
  - Ульф фон Ейлер (Швеція),
  - Бернард Кац (Велика Британія);
- З економіки — «За наукову роботу, що розвинула статичну і динамічну економічну теорію»:
  - Пол Самуельсон (США).

### Премія Тюрінга
Джеймс Вілкінсон (Велика Британія) — За його дослідження у чисельному аналізі для полегшення використання високошвидкісних цифрових комп'ютерів, отримавши особливе визнання за його роботу в обчисленнях у лінійній алгебрі і «зворотний» аналіз помилок.

### Медаль Коплі
Александер Тодд

### Золота медаль Королівського астрономічного товариства
- Горес Бебкок

### Медаль Еддінгтона
Хаяши Чаширо

### Медаль Кетрін Брюс
Фред Гойл

### Премії НАН України імені видатних учених України
Докладніше: Премії НАН України імені видатних учених України — лауреати 1970 року

### Державна премія України в галузі науки і техніки
Докладніше: Державна премія України в галузі науки і техніки — лауреати 1970 року

## Народились
- 21 лютого — Соловей Олег Євгенович, український письменник, критик, літературознавець
- 10 травня — Підпалий Андрій Володимирович, український поет, перекладач і літературознавець
- 1 серпня — Елон Лінденштраус, ізраїльський математик, лауреат премії Філдса 2010 року
- 3 вересня — Смирнов Станіслав Костянтинович, російський математик, лауреат Філдсівської премії 2010 року
- 4 жовтня — Адамчук Надія Іванівна, український космонавт, кандидат біологічних наук
- 28 жовтня — Черкаський Ігор Борисович, кандидат економічних наук, професор кафедри стратегії Національної академії оборони України, народний депутат України
- 16 грудня — Жаліло Ярослав Анатолійович, український економіст, кандидат економічних наук
- ? — Козерод Олег Віталійович, український журналіст, доктор історичних наук
- ? — Ян Гендрік Шен, німецький фізик, викритий у багатьох фальсифікаціях

## Померли
- 5 січня — Макс Борн, німецький фізик-теоретик
- 5 січня — Врона Іван Іванович, український мистецтвознавець, критик, художник
- 7 січня — Фердман Давид Лазарович, біохімік, член-кореспондент АН УРСР
- 31 січня — Міль Михайло Леонтійович, радянський конструктор вертольотів та вчений
- 2 лютого — Бертран Рассел, британський філософ, логік, математик, громадський діяч, лауреат Нобелівської премії з літератури 1950 року
- 2 лютого — Шраг Микола Ілліч, український економіст і громадсько-політичний діяч
- 16 лютого — Френсіс Пейтон Раус, американський патолог, лауреат Нобелівської премії з фізіології та медицини 1966 року
- 24 лютого — Сапожніков Леонід Михайлович, радянський вчений у галузі технології палива
- 4 березня — Павленко Георгій Євстафійович, український радянський вчений у галузі гідромеханіки і теорії корабля, академік АН УРСР
- 6 квітня — Ананій Зайончковський, польський сходознавець караїмського походження
- 11 квітня — Коцик Роман, інженер, агроном-дослідник, громадсько-політичний діяч
- 29 квітня — Шарлемань Микола Васильович, зоолог, дійсний член НТШ й Українського наукового товариства у Києві
- 26 травня — Сапожников Юрій Сергійович, український судовий медик
- 5 червня — Гірняк Юліан Йосипович, вчений у галузі хімії та фізики, громадський діяч, публіцист
- 8 червня — Абрахам Маслоу, видний американський психолог, засновник гуманістичної психології
- 12 червня — Солтиський Євген Іванович, російський радянський санітарний статистик, доктор медичних наук, професор
- 17 червня — Генсьорський Антін Іванович, мовознавець, кандидат філологічних наук, професор Українського таємного університету
- 30 червня — Брауде Семен Якович, український радіофізик і радіоастроном
- 9 липня — Руднєв Іван Михайлович, український педіатр, доктор медичних наук, професор
- 18 липня — Люсьен д'Азамбюжа, французький астроном
- 19 липня — Хмура Олександр Олексійович, український математик, педагог, публіцист
- 21 липня — Герасимов Михайло Михайлович, російський антрополог, історик-археолог та скульптор
- 22 липня — Шилов Євген Олексійович, український хімік-органік, дійсний член АН УРСР
- 1 серпня — Отто Генріх Варбург, німецький біохімік, доктор і фізіолог, лауреат Нобелівської премії з фізіології і медицини 1931 року
- 19 серпня — Грунін Тимофій Іванович, російський мовознавець, кандидат філологічних наук
- 3 жовтня — Міхньов Анатолій Львович, вчений-терапевт, Заслужений діяч науки УРСР, професор, громадський діяч
- 7 жовтня — Кулик Борис Миколайович, український мовознавець, кандидат педагогічних наук
- 26 жовтня — Марсел Міннарт, бельгійський і голландський астроном
- 2 листопада — Безікович Абрам Самойлович, британський математик
- 5 листопада — Губаржевський Ігор Володимирович, мовознавець, церковний діяч, професор Колумбійського університету
- 8 грудня — Аліханов Абрам Ісакович, радянський фізик, спеціаліст у галузях ядерної фізики і космічного проміння, академік АН СРСР
- 29 грудня — Баранцев Костянтин Тимофійович, філолог, кандидат філологічних наук, професор
- ? — Джон Бізлі, англійський дослідник класичної античності
- ? — Кучер Володимир, український вчений, фізик, педагог
- ? — Рибчин Іван, український педагог та соціолог
- ? — Хорошманенко Микола Якович, український хірург-клініцист, ректор Дніпропетровського медичного інституту